# Marco Burch
Marco Burch (ur. 19 października 2000 w Sarnen) – szwajcarski piłkarz, występujący na pozycji obrońcy, od 2023 w Legii Warszawa. Wcześniej w FC Luzern.

## Kariera klubowa
Grę w piłkę nożną Burch rozpoczął w 2008 roku w amatorskim klubie FC Alpnach z rodzinnego miasta Alpnach. W 2011 roku przeniósł się do akademii FC Luzern, w której przeszedł wszystkie kolejne szczeble juniorskie. W sezonie 2018/19 rozpoczął występy w czwartoligowych rezerwach, gdzie rozegrał łącznie 25 spotkań. W czerwcu 2019 roku wraz z Darianem Malesem podpisał swój pierwszy zawodowy kontrakt. Wkrótce po tym trener Thomas Häberli włączył go do składu pierwszej drużyny. 7 grudnia 2019 zadebiutował w Swiss Super League w przegranym 0:1 meczu z BSC Young Boys na Stadionie Wankdorf.
5 lipca 2020 w spotkaniu przeciwko FC Thun (3:0) Burch doznał uszkodzenia łąkotki bocznej w prawym kolanie, po którym pauzował przez pół roku. Po zakończeniu rekonwalescencji stał się podstawowym środkowym obrońcą u trenera Fabio Celestiniego. 1 maja 2021 w spotkaniu z FC Vaduz na Rheinpark Stadion (2:1) zdobył pierwszą bramkę w seniorskiej karierze. W sezonie 2020/21 wywalczył z FC Luzern Puchar Szwajcarii po zwycięstwie w finale 3:1 nad FC Sankt Gallen. W sierpniu 2021 roku po raz pierwszy wystąpił w europejskich pucharach w dwumeczu z Feyenoordem (0:3, 0:3) w kwalifikacjach Ligi Konferencji 2021/22. W rundzie wiosennej sezonu 2021/22 decyzją trenera Mario Fricka pełnił funkcję kapitana zespołu, którą następnie przejął od niego Ardon Jashari.
We wrześniu 2023 roku Burch podpisał trzyletnią umowę z Legią Warszawa prowadzoną przez Kostę Runjaicia. 22 września 2023 wystąpił w pierwszej połowie meczu trzecioligowych rezerw (domowa wygrana 2:1 przeciwko Unii Skierniewice), by 5 dni później zadebiutować w Ekstraklasie – pojawiając się na Stadionie Miejskim w Szczecinie w drugiej połowie, w wygranym 4:3 spotkaniu z Pogonią. 
Wiosną  2025 został wypożyczony do Radomiaka Radom.

## Kariera reprezentacyjna
W latach 2021–2023 rozegrał 13 spotkań i zdobył 1 bramkę w reprezentacji Szwajcarii U-21. W 2013 roku wystąpił na Mistrzostwach Europy U-21, na których dotarł ze swoim zespołem do ćwierćfinału, przegranego 1:2 z Hiszpanią.

## Sukcesy
FC Luzern
- Puchar Szwajcarii: 2020/21